# Imperial College London
Az Imperial College London (teljes nevén Imperial College of Science, Technology and Medicine) Londonban található tudományegyetem. 1907-ben alapították, meglévő londoni egyetemek összevonásával. 2007-ig a University of London részeként működött, azóta önálló. Négy kara van: természettudományi, mérnöki tudományi, orvostudományi, valamint üzleti.
Bár jóval fiatalabb és a közvélemény által kevésbé ismert, mint az Oxfordi Egyetem vagy a Cambridge-i Egyetem, kutatási kapacitását és elismertségét tekintve ezekhez hasonlóan a világ egyik legjobb egyeteme. 2024-ben a globális egyetemi rangsorok közül a QS World University Rankings alapján a 2., a Times Higher Education World University Rankings alapján a 8. helyen állt. Egykori és jelenlegi hallgatói, illetve tanárai és kutatói között számos elismert szakember található, köztük 14 Nobel-díjas, a Royal Society 74 tagja, a mérnöki tudományok terén a Royal Academy of Engineering 87 tagja, az orvostudomány és a biológia terén az Academy of Medical Sciences 85 tagja.
Az Imperial College-nak mintegy 19 ezer hallgatója van, akik közül 10 ezer egyetemi és 9 ezer posztgraduális tanulmányokat folytat. A hallgatók mintegy 40%-a az Egyesült Királyságból, 60%-a a világ 140 különböző országából érkezik.

## Kampuszai

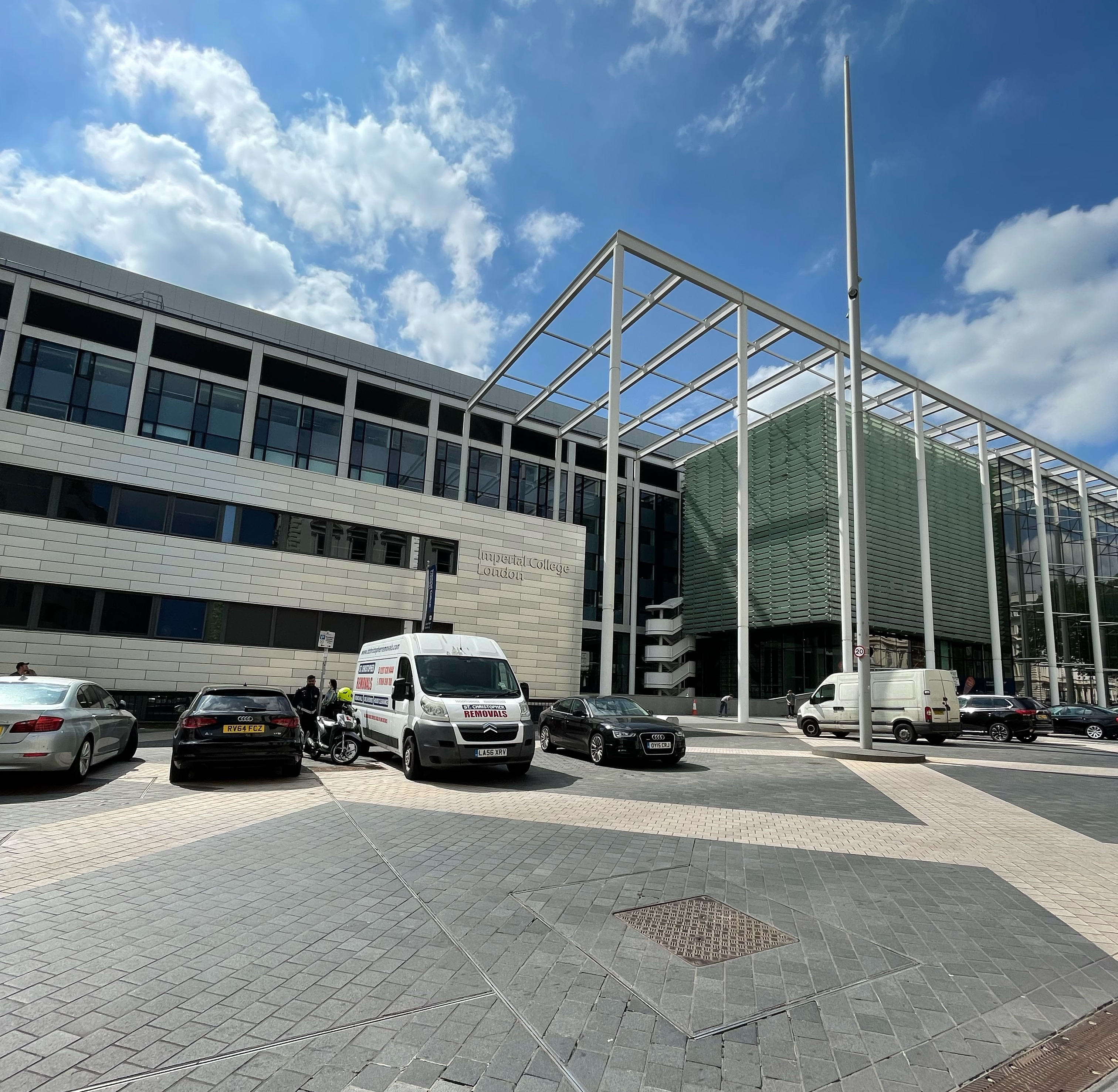
South Kensington Kampusz főbejárata

### South Kensington
Az Imperial fő kampusza South Kensingtonban található. A nevezetes épületek közé tartozik a Royal College of Science, a Royal School of Mines, az Imperial College Business School és a Queen's Tower, amely a campus szívében található. Az Albert herceg vízióján alapuló Albertopolis kulturális központ részeként a kampusz körül London számos legnépszerűbb kulturális látványossága megtalálható, köztük a Royal Albert Hall és a Kensington Palace, múzeumok, köztük a Natural History Museum, a Viktória és Albert Múzeum és a Science Museum, valamint olyan intézmények, mint a Royal College of Art, a Royal College of Music és a National Art Library.
A kampuszon számos, az egyetem által üzemeltetett étterem és kávézó található, és itt található a diákszállások nagy része, beleértve a Prince's Garden Halls-t és a Beit Hall-t, amely az egyetemi szakszervezetnek ad otthont, és diákkocsmákat, éjszakai klubot és mozit üzemeltet a helyszínen. Északra fekszik a Kensington Gardens és a Hyde Park, amelyek könnyen megközelíthetőek az egyetemtől, és zöld területeket, sportolási lehetőségeket biztosítanak, amelyeket számos diákklub kihasznál.

## Rangsorolása
Az Imperial a világon a 2. helyen van rangsorolva a  QS World University Ranking szerint, és az utóbbi évtizedben mindig a legjobb 10-ben szerepelt. Európában ezzel a legjobb egyetemnek számít az Oxfordi és Cambridge-i egyetemeket megelőzve.

## Felvételi
2019-ben a jelentkezők számának a felvettekhez való aránya 8,5:1-hez volt alapképzésen és 7,2:1-hez posztgraduális képzésen. A 2019-ben induló szakokon az alábbiakon volt ez az arány legalacsonyabb informatika (19,7 jelentkező egy helyre), ezt követte a gépészmérnök (11,1:1), majd a matematika (10,9:1). A legmagasabb ez az arány a biomérnöki szakon volt, itt 3,6 jelentkezőből jutott be egy.
Az Imperial az egyik legnemzetközibb egyetem az Egyesült Királyságban, diákjainak 50%-a az Egyesült királyságból, 16%-a az EU-ból, 34%-a pedig az EU, illetve az Egyesült királyságon kívülről.
A diákság 39%-a nő, 61%-a pedig férfi. Az alapképzésben itt tanulók 36,5%-a magániskolákba járt egyetem előtt, ez a negyedik legmagasabb ilyen arány a többi neves egyesült királyságbeli egyetem között.

## Karrierlehetőségek
Mind a 2019-es Guardian University Guide, mind pedig a Complete University Guide szerint a hallgatók a foglalkoztatási kilátások szempontjából az első helyen állnak az Egyesült Királyság egyetemei között.
Az Imperial College informatikai szakját hat hónappal a diploma megszerzése után az Egyesült Királyság legjobban fizető diplomájának minősítette a Sunday Times Good University Guide 2018-ban.
2018-ban a The Guardian megjegyezte, hogy az Imperial College London diplomásai  kapják a legmagasabb fizetést a diploma megszerzése utáni első évben az Egyesült Királyságban, és körülbelül ötödével többet keresnek, mint az Oxfordban és Cambridge-ben diplomázó hallgatók.
Egy 2018-as Oktatási Minisztérium (UK) által készített jelentés szerint az Imperial 31,3%-kal növelte a női diplomásainak keresetét az átlagos diplomás női hallgatókhoz képest, és a férfi diplomásainak is hasonlóan 25,3%-kal növelte a keresetét az átlagos diplomás férfiakhoz képest. Egy 2019-es statisztikája az Oktatási Minisztériumnak (UK) megállapította, hogy a diploma megszerzése után 5 évvel az Imperial matematika és a informatika szakos diplomásai az Egyesült Királyság tíz legjobban kereső szakjainak diákjaihoz tartoztak.
A New York Times az Imperial College London-t a globális munkaerőpiac által a 10 legjobban fogadott egyetemei közé sorolta 2012-ben.

## Kutatásai
Az Imperial összesen 1257 munkatársat küldött 14 értékelési egységben a 2014-es Research Excellence Framework (REF) értékelésére. Ez megállapította, hogy az Imperial kutatásainak 91%-a "világelső" (46% elérte a lehető legmagasabb, 4*-os pontszámot) vagy "nemzetközileg kiváló" (44% elért 3*-ot), ami 3,36-os tanulmányi átlagot (GPA) ad. A Times Higher Education által a REF eredmények alapján készített rangsorokban az Imperial összességében a 2. helyen állt. Az Imperial széles körben ismert arról is, hogy döntő szerepet játszott a penicillin felfedezésében, a száloptika feltalálásában, és a holográfia kifejlesztésében, melyet Gábor Dénes brit állampolgárságú magyar fizikus talált fel. Az egyetem támogatja a kutatás kereskedelmi hasznosítását, részben az Imperial Innovations nevű, kifejezetten erre a célra létrehozott technológiatranszfer-vállalatán keresztül, amely számos, akadémiai kutatáson alapuló "spin-out" vállalatot hozott létre. Az Imperial College hosszú távú partnerséget ápol a Massachusetts Institute of Technology (MIT)-val, amely a második világháború óta tart. Az Egyesült Államok az Imperial első számú együttműködő külföldi országa, több mint 15 000 cikket írtak közösen az Imperial és az Egyesült Államok különböző szerzői az elmúlt 10 évben.
2018 januárjában az Imperial matematika tanszéke és a francia Nemzeti Tudományos Kutatási Központ elindította az UMI Abraham de Moivre at Imperial nevű közös matematikai kutatólaboratóriumot, amely a megoldatlan problémákra összpontosít, és hidat képez a brit és a francia tudományos közösségek között. 2018 januárjában Cédric Villani és Martin Hairer Fields-érmesek voltak az indító előadás házigazdái. A CNRS-Imperial partnerség közös PhD-programot indított matematikából, és 2020 júniusában tovább bővült más tanszékekkel is. 2018 októberében az Imperial College elindította az Imperial Cancer Research UK Center-t, egy olyan kutatási együttműködést, amelynek célja, hogy innovatív módszereket találjon a rákkezelések pontosságának javítására, és amelyet Joe Biden, az Egyesült Államok korábbi alelnöke avatott fel a Biden Cancer Initiative részeként.
Az Imperial egyike volt a a NASA tíz vezető közreműködőjének a NASA InSight marsjárójának tervezésekor, amely 2018 novemberében landolt a Mars bolygón, az űrhajón pedig megjelent az egyetem logója. 2019 áprilisában az Imperialban kifejlesztett InSight belső szerkezetét vizsgáló szeizmikus kísérlet mérte az első valószínűsíthető marsi rengésjelet. 2019-ben kiderült, hogy az Imperialban található Blackett Laboratórium egy műszert fog építeni az Európai Űrügynökség Solar Orbiter nevű, a Napot tanulmányozó küldetése számára, amely 2020 februárjában el is indult. A laboratórium tervezi az amerikai Deep Underground Neutrino Experiment egy részét is.
2020 elején az Imperial Általános Orvostudományi Karjának immunológiai kutatásai a SARS-CoV-2-re összpontosítottak Robin Shattock professzor vezetésével a főiskola COVID-19 Response Teamjének részeként, beleértve egy olcsó vakcina keresését, amely 2020. június 15-én kezdte meg humán kísérleteit. Neil Ferguson professzor, az Imperial matematikusának március 16-i, "A COVID- 19 halálozás és az egészségügyi ellátás iránti igény csökkentésére irányuló nem gyógyszeres beavatkozások (NPI-k) hatása" című jelentését a The New York Times március 17-i cikke úgy jellemezte, mint a koronavírusról szóló "jelentést, amely cselekvésre késztette az Egyesült Államokat és az Egyesült Királyságot". 2020. május 18. óta az Imperial College tudósa, Dr. Samir Bhatt a tanácsadója New York államnak az újranyitási tervhez. Andrew Cuomo, New York kormányzója azt mondta, hogy "az Imperial College modellje, ahogy ezt hetek óta követjük, a legjobb, legpontosabb modell volt." Az Imperial College Healthcare NHS Trust kórházai, amelyek a COVID-19 fertőzött betegeket ápolták, a Microsofttal kötöttek partnerséget, hogy a HoloLens-t használják a betegek kezelésénél, így akár 83%-kal csökkentették a személyzet által a magas kockázatú területeken töltött időt, valamint hetente kórtermenként akár 700 darab orvosi védőfelszerelést is megtakarítottak.

## Neves öregdiákok, oktatók és munkatársak

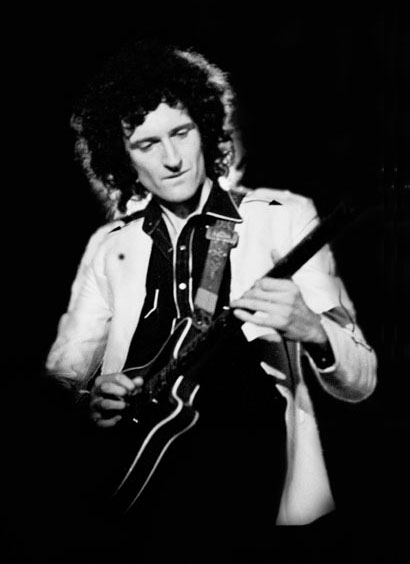
Brian May, a Queen együttes szólógitárosa
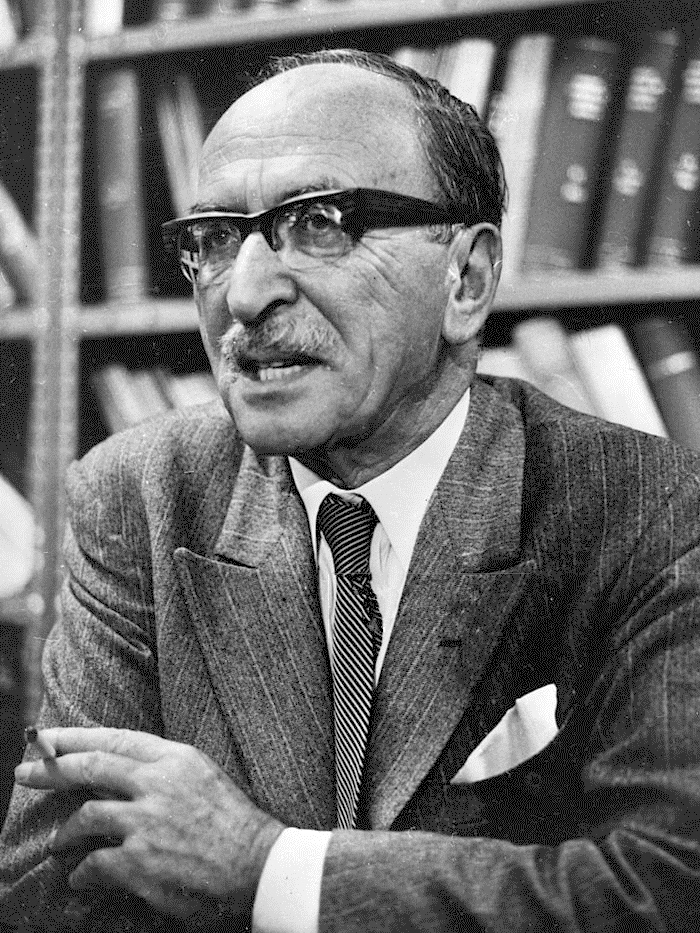
Gábor Dénes, Nobel-díjas fizikus, a hologram feltalálója
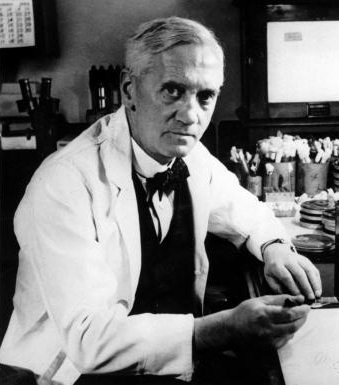
Sir Alexander Fleming a penicilin felfedezője, Nobel-díjas orvos
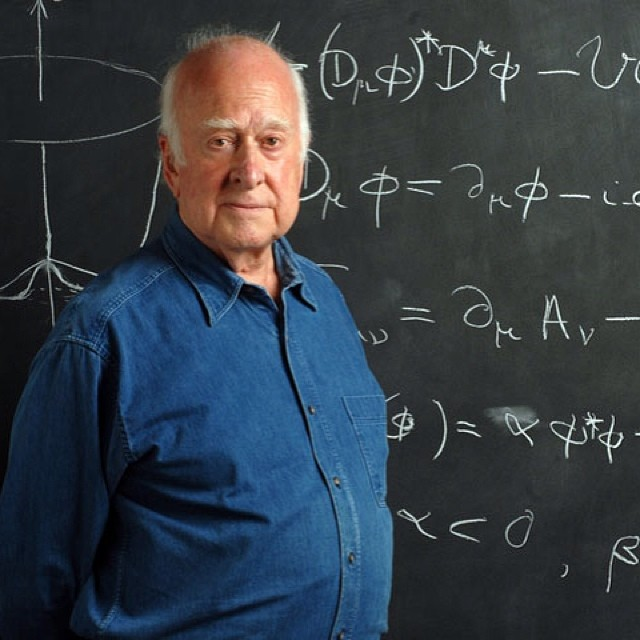
Peter Higgs, Nobel-díjas fizikus, aki elsőnek jósolta meg a Higgs-bozon létezését
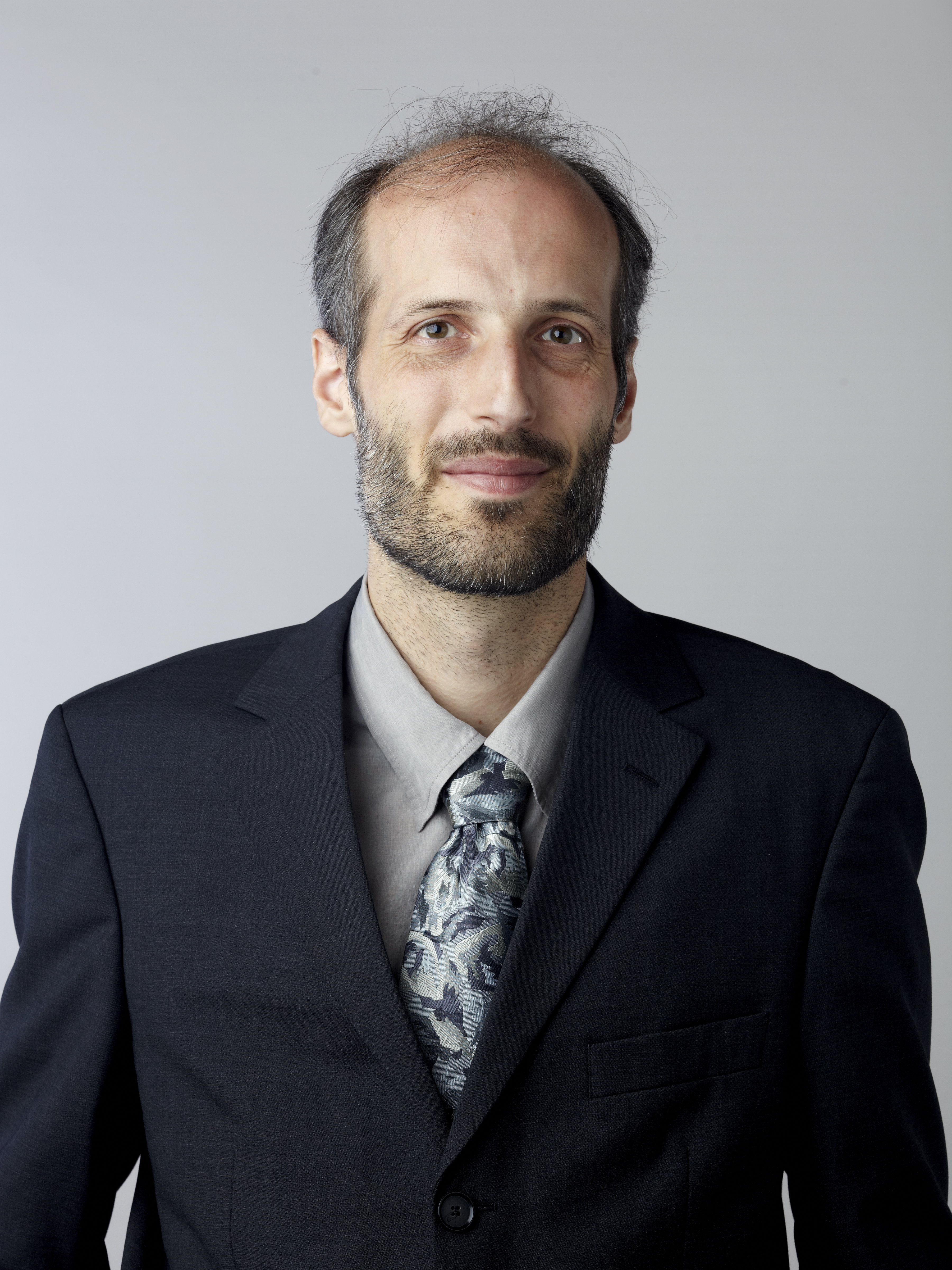
Sir Martin Hairer matematikus, a sztochasztikus parciális differenciálegyenletek elméletének kidolgozásáért elnyerte a Fields-érmet

Nobel-díjasok: (orvosi) Sir Alexander Fleming, Sir Ernst Boris Chain, Sir Frederick Gowland Hopkins, Sir Andrew Fielding Huxley, Rodney Robert Porter, (fizika) Abdus Salam, Sir George Paget Thomson, Patrick Blackett báró, Dennis Gabor, Peter Higgs, (kémia) Sir Norman Haworth, Sir Cyril Norman Hinshelwood, Sir Derek Barton, Sir Geoffrey Wilkinson, Sir George Porter.
Fields-érmesek: Klaus Roth, Sir Simon Donaldson, Martin Hairer.

## Fordítás
- Ez a szócikk részben vagy egészben  az   Imperial College London című angol Wikipédia-szócikk fordításán alapul.  Az eredeti cikk szerkesztőit annak laptörténete sorolja fel. Ez a jelzés csupán a megfogalmazás eredetét és a szerzői jogokat jelzi, nem szolgál a cikkben szereplő információk forrásmegjelöléseként.